# Exit (TV-serie)
Exit är en norsk dramaserie som hade premiär 27 september 2019. Serien är skriven och regisserad av Øystein Karlsen och hade premiär på NRK. I huvudrollerna finns Simon J. Berger, Agnes Kittelsen, Pål Sverre Hagen, Tobias Santelmann och Jon Øigarden. I oktober 2019 hade serien strömmats över en miljon gånger på NRK Play vilket gör den till kanalens mest strömmade serie någonsin.
Seriens andra säsong hade premiär i mars 2021, och tredje säsong i mars 2023.

## Handling
Serien skildrar fyra finansmän i Oslo och det dekadenta liv de lever med droger och prostituerade samtidigt som de arbetar hårt för att kunna visa upp den perfekta fasaden. De är uttråkade och söker ständigt kickar. Enligt seriens regissör så bygger serien på intervjuer som gjorts med finansmän i Oslo och deras erfarenheter.

## Rollista i urval
| Roll             | Skådespelare               |
| ---------------- | -------------------------- |
| Adam Veile       | Simon J. Berger            |
| Hermine Veile    | Agnes Kittelsen            |
| William Bergvik  | Pål Sverre Hagen           |
| Henrik Kranz     | Tobias Santelmann          |
| Jeppe Schøitt    | Jon Øigarden               |
| Celine Bergvik   | Ine Wilmann                |
| Psykolog         | Gjertrud Jynge             |
| Pim              | Catharina Vu               |
| Tomine Kranz     | Sonja Wanda                |
| Michael Beskow   | Rolf Lassgård              |
| Pål Bugge Krøvel | Anders Baasmo Christiansen |
| Hartmann         | Frank Kjosås               |
| Magdalena        | Ellen Helinder             |
| Thomas Barre     | Eivind S. Nilsen           |
| Magdalenas bror  | Christian Magdu            |